# Waterfall Cities
Waterfall Cities – album studyjny zespołu Ozric Tentacles wydany w 1999 roku. Album nagrany w składzie:
- Ed Wynne - gitara, syntezatory
- Seaweed (Christoper Lenox-Smith) - syntezatory
- John Egan - flety, twirlings
- Rad (Conrad Prince) - perkusja
- Zia Geelani - gitara basowa

## Lista utworów
| Nr | Tytuł            | Długość |
| -- | ---------------- | ------- |
| 1  | "Coily"          | 7:19    |
| 2  | "Xingu"          | 7:27    |
| 3  | "Waterfall City" | 11:03   |
| 4  | "Ch'ai?"         | 5:03    |
| 5  | "Spiralmind"     | 11:40   |
| 6  | "Sultana Detrii" | 9:17    |
| 7  | "Aura Borealis"  | 5:40    |